# 1559 Кустаанхеїмо
1559 Кустаанхеїмо (1559 Kustaanheimo) — астероїд головного поясу, відкритий 20 січня 1942 року.
Тіссеранів параметр щодо Юпітера — 3,518.